# 碎米莎草
碎米莎草（学名：Cyperus iria）为莎草科莎草属的植物。分布在美洲、印度、澳洲、俄罗斯远东区、台湾、日本、越南、非洲北部、朝鲜、伊朗以及中国大陆的云南、广东、安徽、江西、河南、福建、江苏、山东、河北、陕西、浙江、贵州、广西、东北各省、甘肃、新疆、湖北、四川、湖南等地，生长于海拔200米至2,600米的地区，多生于田间、山坡及路旁阴湿处，目前尚未由人工引种栽培。